# Pyrotechnická služba
Pyrotechnická služba (PS) či Pyrotechnická služba Policie České republiky (PS PČR) je jeden z výkonných útvarů Policie České republiky s celorepublikovou působností.

## Činnost
PS PČR dle oficiálních informací vykonává především specializované úkony spojené s používáním, vyhledáváním (např. z války), shromažďováním, prověřováním, zneškodňováním, manipulací a přepravou munice, výbušnin, pyrotechnických výrobků, podezřelých předmětů a nástražných výbušných systémů. PS též provádí metodické řízení a profesní vzdělávání všech policejních pyrotechniků a ostatních příslušníků PČR a pracovníků vybraných organizací veřejné správy. PS plní též úkoly spojené s analytickou a legislativní činností a řeší rovněž problematiku technických a ochranných prostředků, v některých případech má na starost též podílení se na ochraně před výše uvedenými produkty a je rovněž vedena a vystupuje jakožto znalecké pracoviště v oboru. PS při své činnosti spolupracuje s Integrovaným záchranným systémem (IZS) a stará se také o preventivní činnost v této oblasti. PS spolupracuje v rámci mezinárodní sítě pyrotechnických pracovišť prostřednictvím organizace Europol.
Pyrotechnickou činnost v určitém rozsahu mají na starost i pyrotechnici z Útvaru rychlého nasazení a zásahových jednotek krajských ředitelství Policie ČR, pyrotechnici Útvaru pro ochranu prezidenta ČR a Ochranné služby, rovněž také pyrotechnici v rámci cizinecké policie.

## Struktura
Tento celorepublikový útvar PČR se v rámci pyrotechnických činností dělí na odbor nástražných výbušných systémů a na odbor munice. Specializovaná pracoviště odboru nástražných výbušných systémů se nachází v Praze a Olomouci. Pod odbor munice spadají expozitury po celé ČR, které se konkrétně nacházejí ve Frýdku-Místku, Milovicích, Českých Budějovicích, Teplicích, Brně a nejnovější expozitura Brdy v Příbrami.
Pyrotechnická služba má svého ředitele, kterým je od května 2022 brig. gen. Ing. Karel Čadil 
Bývalí ředitelé:
- plk. JUDr. Michal Dlouhý, Ph.D.[4]

## Historie
Samostatná pyrotechnická skupina policejního ředitelství v Praze vznikla na základě výnosu Zemského úřadu dne 1. června 1939 pod číslem 26833/Pres..